# マンモス鈴木
マンモス鈴木（マンモス すずき、1941年2月10日 - 1991年5月24日）は、日本のプロレスラー、俳優。力道山の弟子。日本プロレス、東京プロレス、国際プロレスに所属。

## 来歴
1956年、出羽海部屋に入門。同期には後の横綱佐田の山がいる。
1958年2月27日、日本プロレス入門。当時17歳だったが、193センチの長身と独特な風貌で期待を集めた。同年9月5日、蔵前国技館でタニー・アルフォード相手にデビュー戦を勝利で飾る。1960年5月10日からリングネームを「マンモス鈴木」とする。若手時代、ジャイアント馬場・アントニオ猪木・大木金太郎とともに若手四天王と呼ばれた。
1961年7月にジャイアント馬場・芳の里とともに武者修行のため渡米。ニューヨーク地区、ロサンゼルス地区を中心に転戦するが、無断で途中帰国している。渡米した日本プロレスの選手たちの面倒を見ていたグレート東郷は、当初その長身や独特な風貌から馬場よりも鈴木を推しており、売り出すためのギミックを考えたが、それを鈴木が嫌がり逃げたとも言われている。
帰国後の1962年6月16日、広島県福山市で凱旋試合が組まれたが、この際に相手のアントニオ猪木と引き分けた。凱旋試合を台無しにした猪木は力道山の怒りを買った。同年9月21日、力道山・豊登と組みスカル・マーフィー、ムース・ショーラック＆アート・マハリック組と対戦。鈴木の不甲斐なさに業を煮やした力道山が鉄拳制裁し、テレビ中継を通じて全国に失態をさらしてしまった。
力道山は鈴木の巨体を生かしたファイトに期待していたが、私生活の乱れと本番で取り乱すことが多かった。神経の細さから大成せず、1963年に内臓疾患で日本プロレスを引退する。後に東京プロレスで復帰した。東プロ崩壊後は、国際プロレスで選手を務めた後レフェリーに転身した。以降はレフェリー兼外国人レスラー係として、国際プロレスの活動停止まで在籍した。国際時代には俳優として映画にも出演。末期にはプロレス専門誌「デラックスプロレス」誌面において、他団体で同じ立場のジョー樋口、田中米太郎との併記でコラムを連載した。1981年8月9日、北海道羅臼での国際プロレス最後の試合で、なおかつ最後の金網デスマッチでもあった鶴見五郎VSテリー・ギッブスをレフェリングしている。
その後はプロレス界、芸能界とも疎遠となった。1991年5月24日、塩竈市の病院で内臓疾患により死去。50歳没。

## 得意技
- チョップ
- 逆エビ固め

## 関連人物
- ミツ・ヒライ

## 映画
- 『お熱い休暇』（1968年12月7日、東京映画） - モンゴル役
- 『蝦夷館の決闘』（1970年2月8日、東京映画） - ロシカ（赤珠の護衛）役
- 『白昼の襲撃』（1970年2月28日、東京映画） - 前田役、主演：黒沢年男
- 『無頼漢』（1970年4月18日、東宝=にんじんくらぶ）
- 『凄い奴ら』（1971年3月6日、東宝） - レスラー崩れ役
- 『沈黙』（1971年11月13日、東宝）- 看守拷問役
- 『混血児リカ ハマぐれ子守唄』（1973年、東宝） - ゴリラ男役
- 『日本侠花伝』（1973年11月17日、東宝） - 六甲山役
- 『惑星大戦争』（1977年12月17日、東宝） - 宇宙獣人役[1]
- 『地獄』（1979年6月3日、東映） - 鬼3役